# Heinrich der Jüngere (Hessen)
Heinrich (der Jüngere) von Hessen (* 1265; † 23. August 1298) war der älteste Sohn des ersten Landgrafen von Hessen und Begründers des hessischen Fürstenhauses, Heinrich I., und wohl ab 1284 Mitregent seines Vaters. Seine Mutter war Adelheid von Braunschweig († 1274), Tochter des Herzogs Otto I. von Braunschweig-Lüneburg.
Am 15. Januar 1290 heiratete er in Donauwörth Agnes von Bayern (1276–1346), Tochter des Herzogs Ludwig von Bayern und dessen Gemahlin Mathilde von Habsburg. Aus der Ehe ging als einziges Kind die Tochter Agnes hervor.
Um 1290 entwickelte sich ein Streit zwischen den Brüdern Heinrich und Otto I. und ihrem Vater, da dessen zweite Gemahlin, Mechthild von Kleve, versuchte, einen Teil des hessischen Erbes für ihre eigenen Söhne zu sichern. Dieser Streit wurde im Juli 1296 im Anschluss an die Reichsversammlung in Frankfurt mit einem von König Adolf von Nassau vermittelten Vergleich geschlichtet: bei der vorgesehenen Mutschierung der Landgrafschaft sollten Heinrich und Otto das Oberland um Marburg zugesprochen bekommen, während ihr Halbbruder Johann und dessen Geschwister Niederhessen mit Kassel und Gudensberg erhalten sollten.
Heinrich starb jedoch bereits im August 1298, zehn Jahre vor seinem Vater. Er fand seine letzte Ruhestätte in der Elisabethkirche in Marburg. Sein Bruder Otto kam nach Oberhessen und erbte dies nach des Vaters Tod im Jahre 1308 auch als regierender Landgraf. Nach dem Tod seines jüngeren Halbbruders Johann im Februar 1311 erbte er auch Niederhessen und vereinigte damit beide Landesteile wieder in einer Hand.